# 8 Dywizja Górska (III Rzesza)
8 Dywizja Górska (niem. 8. Gebirgs-Division) – dywizja górska Wehrmachtu.

## Historia i szlak bojowy
Początki dywizji sięgają 26 sierpnia 1939 r., gdy w związku z mobilizacją zorganizowano VII Komendanturę Oddziałów Zapasowych (Kommandeur der Ersatztruppen VII) w Monachium. 9 listopada Komendanturę przemianowano na 157 Dywizję (157. Division), a już 12 grudnia na 157 Dywizję Zapasową (Division Nr. 157). 
1 października 1942 r. dywizję zreorganizowano w Mittenwald i zmieniono jej nazwę na 157 Dywizja Rezerwowa (157. Reserve-Division). Jednostkę wysłano najpierw do Westfalii, później do Besançon i Grenoble, by włączyć ją do Odcinka Armijnego von Zangen (później Armia Liguria) i skierować do walki z partyzantką w północnych Włoszech.
1 września nastąpiła kolejna zmiana nazwy dywizji na 157 Rezerwową Dywizję Górską (157. Gebirgs-Division). W lutym 1945 r. kolejny raz przemianowano dywizję na 8 Dywizję Górską i od razu skierowano na front. Dywizja walczyła pomiędzy Rovereto i Trydentem oraz w dolinie Padu. Była to słaba jednostka licząca ok. 3 tys. żołnierzy, jednak w tym rejonie stanowiła znaczącą siłę wśród zdziesiątkowanych oddziałów niemieckich. Poddała się Amerykanom w ostatnich dniach kwietnia 1945 r. 

## Dowódcy dywizji
- Generalleutnant Karl Graf, od 26 sierpnia 1939,
- Generalleutnant Hans Schönhärl, od 17 grudnia 1941,
- ponownie Karl Graf, od 20 stycznia 1942,
- Generalleutnant Karl Pflaum, od 20 września 1942,
- Generalleutnant Paul Schricker, od 1 września 1944[6].

## Skład (1945)
- 296. pułk strzelców górskich
- 297. pułk strzelców górskich
- 1057. batalion przeciwpancerny
- 1057. pułk artylerii górskiej
- 1057. batalion łączności
- 1057 batalion cyklistów
- 1057. górski batalion inżynieryjny
- 1057. batalion zapasowy
- 1057. dywizyjne oddziały zaopatrzeniowe